# Калаи-Сурх (село)
Калаи-Сурх (тадж. Қалъаи Сурх) — село в Раштском районе Таджикистана. Является административным центром сельской общины (джамоата дехота) Калаи-Сурх, куда входят ещё 19 сёл. Расстояние от села до центра района (пгт Гарм) — 10 км. Население — 508 человек (2017 г.), таджики. Население в основном занято сельским хозяйством (животноводство и растениводство). Земли орошаются главным образом водами горных источников.